# Kas Woudsma
Kas Woudsma (Nijverdal, 10 september 1928 – Nijverdal, 8 juli 2003) was een Nederlands voetballer. Hij kwam als doelverdediger tussen 1940 en 1965 uit voor VV DES. Na zijn actieve voetbalcarrière is hij trainer geweest bij diverse regionale clubs. Vanwege zijn geloof weigerde hij op zondag te spelen en maakte hij nooit de overstap naar het betaald voetbal.

## Loopbaan

### VV DES
Kas werd in 1940 lid van VV DES in Nijverdal. Hij debuteerde in 1945 op 17-jarige leeftijd in het eerste elftal, viel direct op bij het grote publiek en was al snel bekend in het hele land. Door zijn formidabele keeperswerk kreeg hij verschillende bijnamen toebedeeld: De Leeuw van Nijverdal, De Tijger van Parijs en De Held van Monaco.

### Zaterdagelftal
In april 1948 werd hij voor de eerste keer uitgenodigd mee te trainen met het zaterdagelftal op het terrein van Hercules in Utrecht. Hij wordt dan echter nog te jong bevonden voor het Nederlands zaterdagelftal. Op dit debuut moest hij wachten tot 18 mei 1950, een uitwedstrijd tegen België (3-1 verlies). Hij speelde in totaal 28 interlands tegen België, Frankrijk en Zwitserland. Hiervan werden er 22 gewonnen, 2 gelijkgespeeld en 4 verloren. Doelsaldo: 74 voor en 42 tegen. Zijn laatste interland speelde hij op 9 mei 1964, een uitwedstrijd tegen België, die met 2-6 werd gewonnen.
| 1.  | 18 mei 1950    | België – Nederland      | 3 – 1 |
| 2.  | 19 mei 1951    | Nederland – België      | 3 – 2 |
| 3.  | 24 mei 1952    | België – Nederland      | 2 – 5 |
| 4.  | 25 april 1953  | Nederland – België      | 0 – 2 |
| 5.  | 30 mei 1953    | Frankrijk – Nederland   | 1 – 2 |
| 6.  | 10 april 1954  | Nederland – Frankrijk   | 2 – 1 |
| 7.  | 29 mei 1954    | België – Nederland      | 1 – 2 |
| 8.  | 7 mei 1955     | Nederland – België      | 2 – 1 |
| 9.  | 21 mei 1955    | Frankrijk – Nederland   | 2 – 3 |
| 10. | 28 april 1956  | Nederland – Frankrijk   | 0 – 0 |
| 11. | 20 april 1957  | Frankrijk – Nederland   | 2 – 0 |
| 12. | 11 mei 1957    | Nederland – België      | 3 – 2 |
| 13. | 26 april 1958  | Nederland – Frankrijk   | 2 – 0 |
| 14. | 3 mei 1958     | België – Nederland      | 1 – 3 |
| 15. | 25 april 1959  | Frankrijk – Nederland   | 3 – 4 |
| 16. | 23 mei 1959    | Nederland – België      | 4 – 0 |
| 17. | 7 mei 1960     | België – Nederland      | 3 – 1 |
| 18. | 21 mei 1960    | Nederland – Frankrijk   | 4 – 0 |
| 19. | 29 april 1961  | Frankrijk – Nederland   | 1 – 2 |
| 20. | 27 mei 1961    | Nederland – België      | 3 – 1 |
| 21. | 12 mei 1962    | België – Nederland      | 2 – 3 |
| 22. | 26 mei 1962    | Nederland – Frankrijk   | 4 – 1 |
| 23. | 1 mei 1963     | Zwitserland – Nederland | 2 – 2 |
| 24. | 11 mei 1963    | Nederland – België      | 4 – 1 |
| 25. | 18 mei 1963    | Frankrijk – Nederland   | 1 – 2 |
| 26. | 2 oktober 1963 | Nederland – Zwitserland | 4 – 3 |
| 27. | 25 april 1964  | Nederland – Frankrijk   | 3 – 2 |
| 28. | 9 mei 1964     | België – Nederland      | 2 – 6 |

## Jeugdtrainer
Tussen 1973 en 1986 was Woudsma trainer van diverse jeugdelftallen bij RKSV De Zweef. Wegens gezondheidsproblemen moest hij hier echter mee stoppen.
In 1987 werd er bij RKSV De Zweef een jaarlijks terugkerend jeugdtoernooi voor de C-jeugdelftallen uit het hele land georganiseerd. Dit toernooi kreeg de naam Kas Woudsma toernooi en is anno 2014 nog steeds aanwezig.

## Privéleven
Kas Woudsma is de vader van Wim Woudsma, die als verdediger tussen 1976 en 1989 uitkwam voor Go Ahead Eagles.